# Solvadis
Solvadis deutschland ist ein deutscher Konzern, der in der Vermarktung und Distribution von Basis- und Spezialchemikalien tätig ist.
Die Ursprünge der Gesellschaft gehen auf die Metallgesellschaft zurück, als Gründungsjahr gilt daher 1881. Die heutige Unternehmensgruppe entstand durch eine Übernahme im Jahr 2004 und gehörte bis 2017 zu der Kapitalbeteiligungsgesellschaft Orlando Management AG. Die solvadis wurde im März 2017 von der japanischen Sojitz Corporation mit Sitz in Tokio erworben.

## Unternehmensstruktur
Die solvadis deutschland gmbh ist auf den Handel und die Distribution von Grundstoffen der Chemieindustrie spezialisiert. Die Unternehmensgruppe setzt sich aus der Hauptgesellschaft und acht Tochtergesellschaften zusammen, die sich jeweils auf einzelne Geschäftsbereiche konzentrieren. Neben der Zentrale in Frankfurt am Main gibt es europaweit weitere Standorte, die ein eigenes Vertriebsnetz bilden.

## Tochtergesellschaften
Solvadis Commodity Chemicals
Die solvadis commodity chemicals gmbh ist seit mehr als 100 Jahren als Partner für die Großchemie, die Gas- und Mineralölindustrie sowie die Metallhüttenindustrie in der internationalen Vermarktung und Logistik von Schwefel und Schwefelsäure tätig.
Schwefel und Schwefelsäure werden in der Großchemie benötigt für die Herstellung von Kunststoffen oder in die Düngemittelherstellung.
Solvadis Methanol
Auf den Vertrieb von Methanol ist das Tochterunternehmen solvadis methanol gmbh spezialisiert. Der Rohstoff wird in der gesamten Unternehmensgruppe als ein übergeordnetes Produkt behandelt und wird deshalb auch über andere Gesellschaften der Unternehmensgruppe vertrieben. solvadis methanol gmbh ist für die Großlieferanten und Großkunden zuständig und versorgt diese mit dem Basisrohstoff. Methanol wird in der chemischen Industrie z. B. für die Herstellung von Formaldehyd, Biodiesel, Essigsäure und MTBE verwendet.
Chemag Agrarchemikalien
chemag agrarchemikalien ist ein Joint Venture der solvadis-Gruppe mit der BayWa AG und der Beiselen GmbH. Über diese Tochtergesellschaft läuft die Beschaffung und der Vertrieb von Düngemitteln und Agrarchemikalien, die aus Zentraleuropa und Nordafrika stammen. Neben dem Handel umfasst das Leistungsspektrum von chemag agrarchemikalien auch weitere Logistik- und Dienstleistungen.
Solvadis Distribution
Solvadis Distribution gmbh vertreibt Produkte aus dem Bereich der Petrochemikalien und Lösungsmittel, dazu gehören u. a. organische Lösungsmittel, Aromate und Aliphate. Im Bereich Oberflächentechnik werden Produkte wie reine Lösemittel und Gemische, chlorierte und nicht chlorierte Kohlenwasserstoffe, modifizierte Alkohole und wässrige Reiniger für unterschiedliche Industriezweige (Automobilindustrie, Elektronik, Feinmechanik, Optik) und verschiedene Materialie vertrieben.
Auch Methanol wird über das Tochterunternehmen vertrieben und wird – im Gegensatz zu solvadis methanol gmbh – an nationale und regionale Kunden geliefert. Die Logistiksparte der solvadis distribution gmbh ist als funktioneller Dienstleister bei Lagerung, Umschlag und Transport von Petrochemikalien tätig.
Hauptstandorte sind in Frankfurt am Main, in Gernsheim, in Hamburg und in Oberhausen.
Solvadis Specialties
Solvadis specialties gmbh ist spezialisiert auf industrieorientierte Anwendungsberatung. Der Schwerpunkt liegt auf dem Vertrieb von Rohstoffen für Life Science Produkte (Kosmetik, Pharma, Nutraceuticals) sowie von Spezialchemikalien, Industriemineralien und keramischen Hochleistungswerkstoffen.
Solvadis Polymere
Solvadis polymere gmbh deckt den Bereich Kunststoffe ab und vertreibt Massenkunststoffe wie PVC, EPS und Thermoplaste. Firmenstandort ist Oberhausen aus.
Chemfidence services
Chemfidence services gmbh ist Industrieversorger mit Firmensitz im Industriepark Höchst. Hier werden Unternehmen der Chemie- und Pharmabranche wie auch verwandter Prozessindustrien mit Lösungsmitteln, Rohstoffen, Laborbedarf, Packmitteln und persönlicher Schutzausrüstung versorgt. Chemfidence gehört mit zu den ersten Online-Anbietern im B2B Vertrieb und es können über 1,5 Mio. Artikel elektronisch abgerufen werden.
Die Tochtergesellschaft geht auf den Standortservice der ehemaligen Hoechst AG zurück und wurde 2001 als Tochterunternehmen der Infraserv GmbH& Co. Höchst KG gegründet. Im September 2005 übernahm die solvadis-Gruppe das Unternehmen.
Duval
Duval N. V., ebenfalls Teil der solvadis-Gruppe, ist ein Tanklager in Antwerpen. Mit rund 50.000 Tonnen ist Duval der größte Tankraum für Flüssigschwefel in Europa. Das Unternehmen ist auf verschiedene Lösungen rund um den Schwefeltransport und dessen Lagerung spezialisiert. Mit einer speziellen Anlage kann das Unternehmen dort auch den Schwefel verfestigen.